# Billy Hunter (Fußballtrainer)
William „Billy“ Hunter (* 2. April 1885 in Alva; † 2. Januar 1937 in New York City) war ein schottischer Fußballspieler und -trainer.

## Sportlicher Werdegang
Hunter, der zunächst wie sein Vater in einer Kohlemine arbeitete und nebenher bei den Alva Albion Rangers gegen den Ball trat, spielte ab 1904 als Fußballprofi für den schottisch geprägten Londoner Klub Millwall Athletic während der teilweise parallelen Teilnahmen in der Southern Football League sowie Western Football League. 1909 wechselte der Außenstürmer nach 43 Toren in 150 Ligaspielen zum Erstdivisionär Blackburn Rovers in die Football League, mit dem er am Ende der Spielzeit 1909/10 aus der höchsten Spielklasse abstieg. Als Vizemeister der Spielzeit 1910/11 in der Second Division hinter West Bromwich Albion schaffte er mit der Mannschaft den direkten Wiederaufstieg. Anschließend spieler er noch bis 1912 für den Klub in der ersten Spielklasse, ehe er aufgrund einer hartnäckigen Knieverletzung seine Laufbahn nach 15 Toren in 53 Meisterschaftsspielen beendete.
Im August 1912 übernahm Hunter auf Empfehlung Jimmy Hogans, mit dem er zeitweise bei den Wanderers zusammengespielt hatte, das Traineramt bei wenige Jahre zuvor kurzzeitig von Hogan betreuten FC Dordrecht. Unter seiner Leitung zog die Mannschaft ins Endspiel im Wettbewerb um den KNVB-Pokal 1912/13 ein, das gegen den Koninklijke HFC mit 1:4 verloren ging. Im Wettbewerb um den KNVB-Pokal 1913/14 wiederholte er mit dem Klub den Finaleinzug, durch einen 3:2-Sieg über den HFC Haarlem holte der Verein seinen ersten nationalen Titel. Durch diese Erfolge wurde er im Frühjahr 1914 durch den KNVB mit der Betreuung der niederländischen Nationalmannschaft betraut. Diese bestritt innerhalb von zwei Monaten vier Länderspiele, nach zwei Siegen gegen Belgien und einem 4:4-Remis gegen Deutschland verlor er das abschließende Spiel im Mai des Jahres gegen Dänemark.
Während der Spielbetrieb aufgrund des Ersten Weltkriegs ab Herbst 1914 pausierte ist der Aufenthalt Hunters unbekannt, vermutlich meldete er sich aber zum Kriegsdienst. 1921 kehrte er als Trainer des SC Hakoah Wien auf die Fußballbühne zurück, in der österreichischen Meisterschaft 1921/22 wurde er mit dem Klub Vizemeister hinter dem Wiener Sport-Club. Anschließend übernahm er den Schweizer FC Lausanne-Sport, kehrte aber nach einem Jahr zum SC Hakoah Wien zurück und wurde in der österreichischen Meisterschaft 1923/24 Tabellensechster.
1924 ging Hunter in die Türkei, wo er zeitgleich Trainer von Galatasaray Istanbul und der türkischen Nationalmannschaft wurde. Dabei betreute er die Nationalmannschaft bei den Olympischen Sommerspielen 1924, als diese nach einer 2:5-Niederlage gegen die Tschechoslowakei bereits zum Auftakt ausschied. 1927 übernahm der Ungar Béla Tóth den Posten des türkischen Nationaltrainers, bis 1928 blieb Hunter für Galatasaray tätig. Mit dem Klub gewann er dabei dreimal den Meistertitel der İstanbul Futbol Ligi, ein möglicher vierter Titel blieb ihm wegen Absage der Meisterschaft aufgrund der Vorbereitung der Nationalelf auf die Olympischen Sommerspiele 1928 verwehrt.
Im Herbst 1928 übersiedelte Hunter in die Vereinigten Staaten. Inwiefern er dort eine Anstellung als Fußballtrainer fand ist aus der Datenlage unklar. In den 1930er Jahren arbeitete er zeitweise als Tankwart, ehe er Anfang 1937 im Alter von 51 Jahren an einer Lungenentzündung verstarb.